# Leibchen

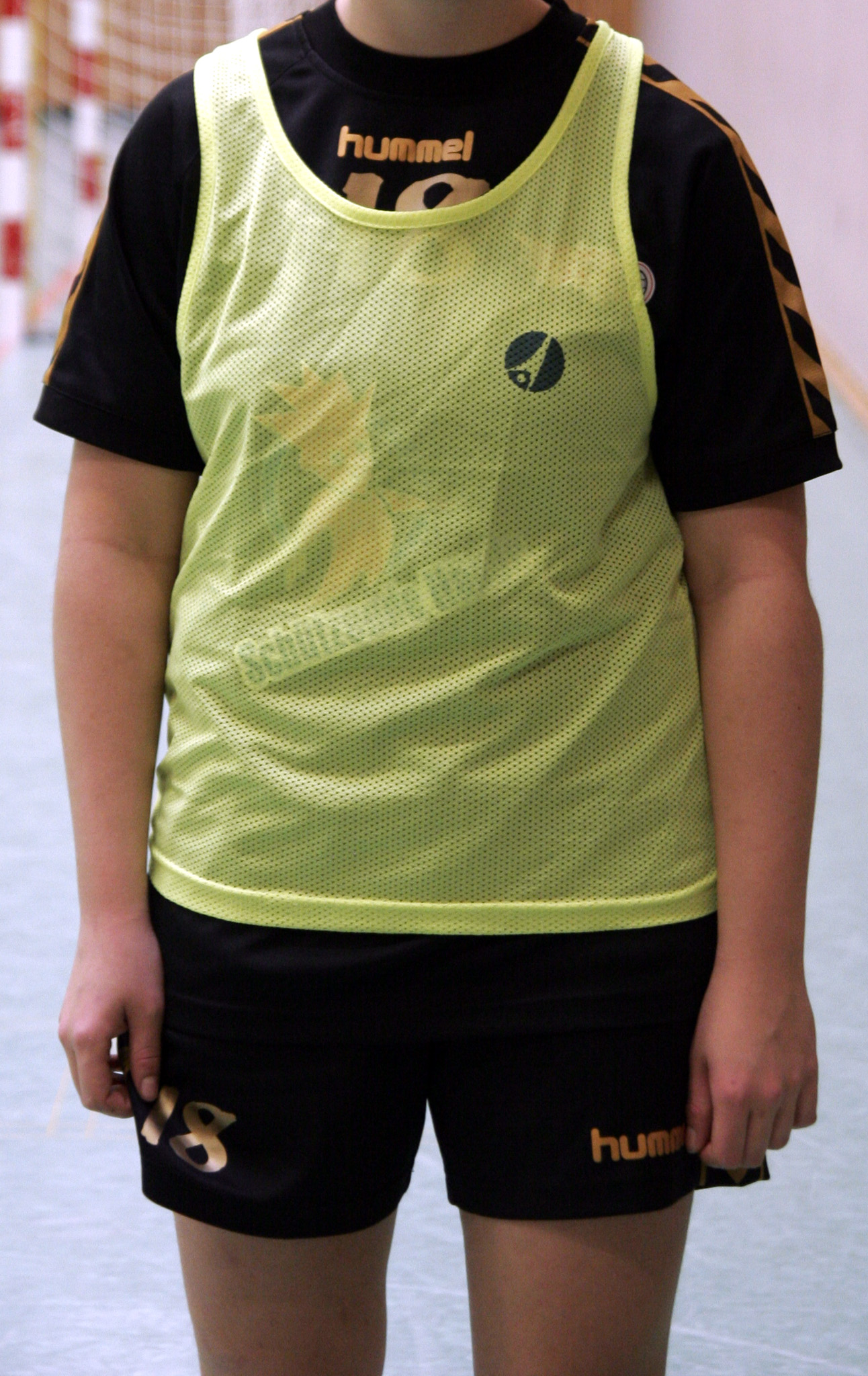
Ein Trainingsleibchen im Handball

Das Leibchen (von frühniederdeutsch Leybel; in Österreich und Bayern auch Leiberl) ist ein Kleidungsstück für den Oberkörper, das aus dem Kleid entstanden ist und üblicherweise zwischen Unterhemd und Hemd getragen wird. Heute kommt es vor allem im Sport und im religiösen Kontext zum Einsatz. In Österreich und der Schweiz steht der Begriff synonym für „T-Shirt“.

## Geschichte und Verwendung

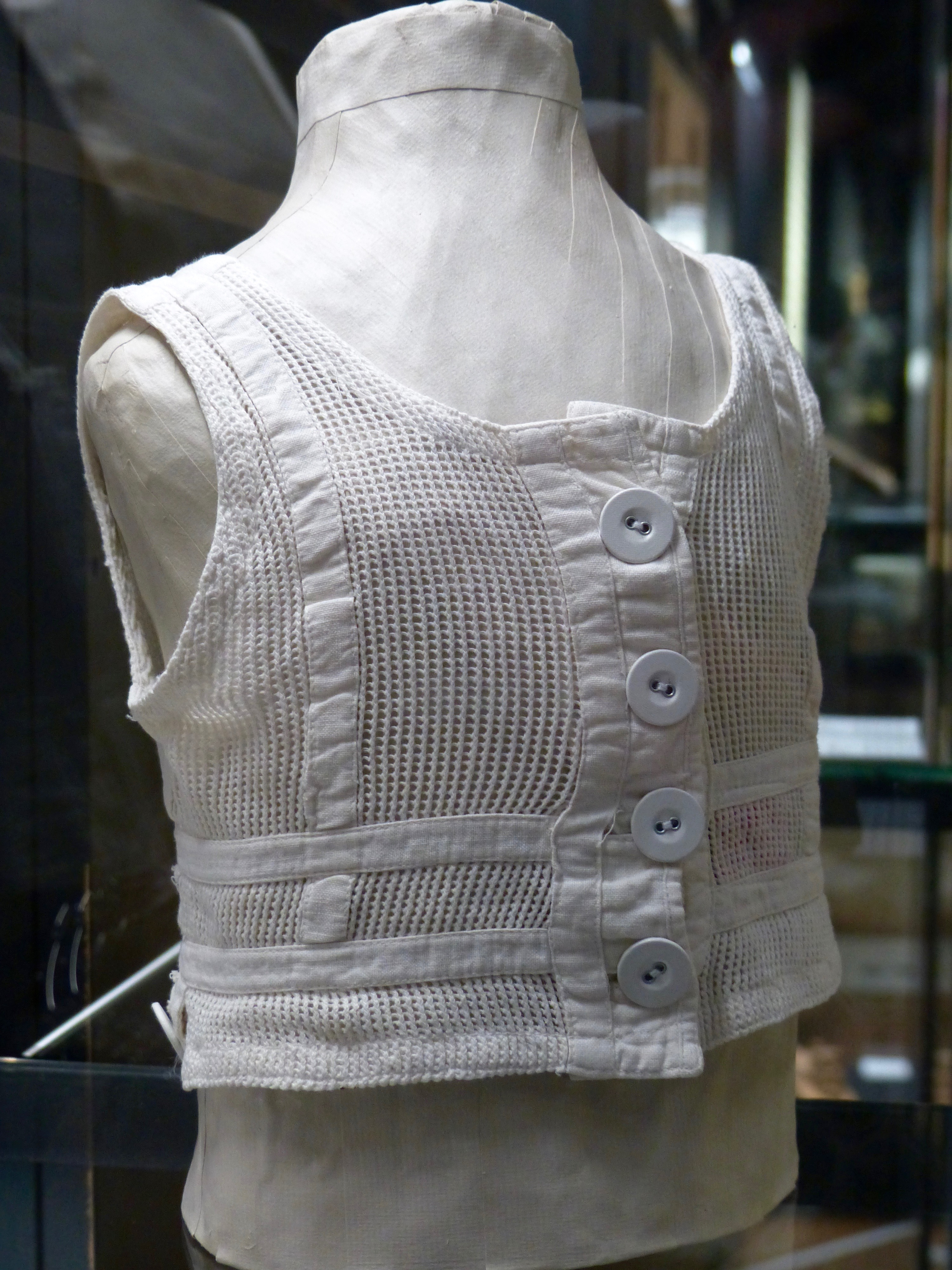
Leibchen, am Rücken ein Knopf zur Befestigung von Strumpfhaltern

Das Leibchen kam als Begriff in der Mitte des 15. Jahrhunderts auf, als sich das Kleid in das Leibchen als Oberteil und ein Unterteil, auf den der vormals für beide Teile geltende Name Rock überging, aufteilte. Das Leibchen konnte separat getragen werden oder an den Rock oder Unterrock angenäht werden und wurde meist durch Schnürung an die Figur angepasst.  Damit ist das Leibchen mit der Taille eng verwandt.
Bis in die Mitte des 20. Jahrhunderts wurden lockere Leibchen viel von Kindern getragen, es diente zur Befestigung des Strumpfhalters, an dem ein Paar Strümpfe befestigt werden konnte. Das Leibchen verschwand etwa ab den 1970er Jahren aus der Kinderkleidung und wurde durch die Strumpfhose und Hosen ersetzt.
Leibchen finden sich heute, auch als Mieder bezeichnet, als eng anliegendes, vor der Brust geschnürtes, ärmelloses Oberteil von Trachten- und Dirndlkleidern.

### Im Sport
Im Sport werden weite, farbige Kleidungsstücke, die über der eigentlichen Sportbekleidung getragen werden, als Leibchen bezeichnet. Sie dienen zur deutlichen Kennzeichnung der Mannschaften im Training bzw. Spiel. In der Regel sind diese Leibchen aus Nylon oder einer anderen synthetischen Faser hergestellt.

### In der Religion
Im Judentum wird ein als Tallit Katan bezeichnetes Leibchen von gläubigen Männern ganztägig zwischen Unterhemd und Hemd getragen.